# Câmara de Lobos
Câmara de Lobos ('kɐmɐɾɐ dɨ 'lobuʃ) è un comune portoghese di 34 614 abitanti situato nella regione autonoma di Madera.

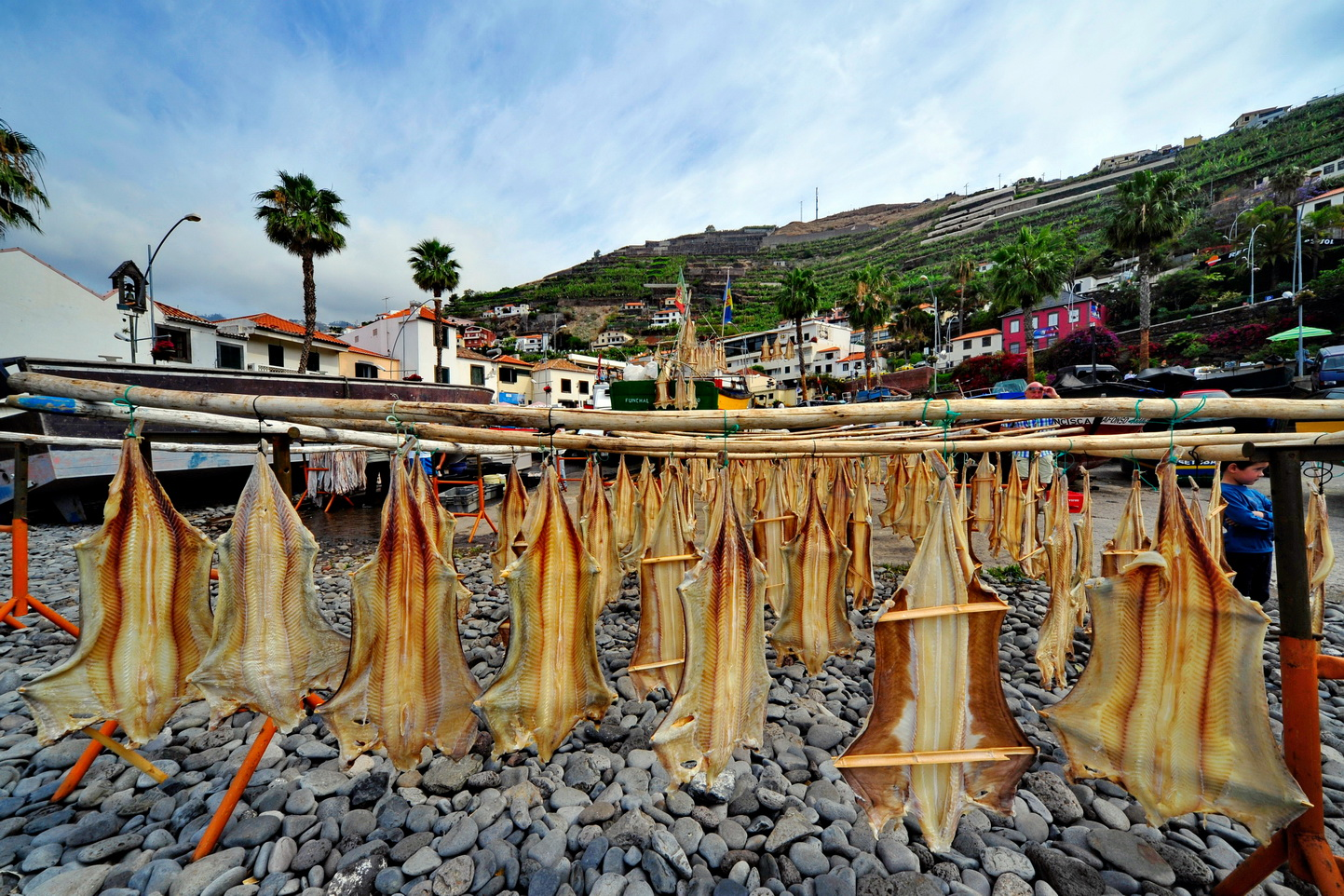
Porto con pesce secco

## Società

### Evoluzione demografica
| Popolazione di Câmara de Lobos (1849 – 2004) | Popolazione di Câmara de Lobos (1849 – 2004) | Popolazione di Câmara de Lobos (1849 – 2004) | Popolazione di Câmara de Lobos (1849 – 2004) | Popolazione di Câmara de Lobos (1849 – 2004) | Popolazione di Câmara de Lobos (1849 – 2004) | Popolazione di Câmara de Lobos (1849 – 2004) | Popolazione di Câmara de Lobos (1849 – 2004) | Popolazione di Câmara de Lobos (1849 – 2004) |
| -------------------------------------------- | -------------------------------------------- | -------------------------------------------- | -------------------------------------------- | -------------------------------------------- | -------------------------------------------- | -------------------------------------------- | -------------------------------------------- | -------------------------------------------- |
| 1849                                         | 1900                                         | 1930                                         | 1960                                         | 1981                                         | 1991                                         | 2001                                         | 2004                                         |                                              |
| 12391                                        | 17468                                        | 21806                                        | 29759                                        | 31035                                        | 31476                                        | 34614                                        | 35150                                        |                                              |

## Freguesias
- Câmara de Lobos
- Curral das Freiras
- Estreito de Câmara de Lobos
- Jardim da Serra
- Quinta Grande

## Amministrazione

### Gemellaggi
- Forio